# Peperomia maypurensis
Peperomia maypurensis är en pepparväxtart som beskrevs av Carl Sigismund Kunth. Peperomia maypurensis ingår i släktet peperomior, och familjen pepparväxter. Inga underarter finns listade i Catalogue of Life.